# Regis Philbin
Regis Philbin (New York, 25 augustus 1931 – Greenwich, Connecticut, 24 juli 2020) was een Amerikaanse televisiepersoonlijkheid, acteur en occasionele zanger.
Hij was sinds het eind van de jaren 50 op televisie en staat in het Guinness Book of Records als degene die de meeste tijd voor de camera heeft gestaan. Hij is bekend van onder andere de programma's Live with Regis and Kelly, het eerste seizoen van America's Got Talent, Million Dollar Password en Who Wants to Be a Millionaire?, de Amerikaanse versie van Lotto Weekend Miljonairs.
Ook heeft Philbin in meer dan tien films gespeeld. In de DreamWorks Animation films Shrek the Third en Shrek Forever After was hij de stemacteur van Mabel de lelijke stiefzus.
Philbin was tot de zomer van 2011 nog drie of vier keer per week te zien in Live with Regis and Kelly. Hij kondigde op 18 januari 2011 aan dat hij daarmee aan het eind van de zomer van 2011 zou stoppen.
- CiNii: DA09422565
- Gemeinsame Normdatei: 122845846
- International Standard Name Identifier: 0000 0000 3155 8083
- Library of Congress Control Number: n93073151
- MusicBrainz: 80f059f2-a6ba-4a82-901c-15837ca0ecd9
- Nationale Bibliotheek van Israël: 987007426429605171
- SNAC: w6sw3ng6
- Virtual International Authority File: 55827337
- WorldCat: E39PBJwdgrK9QKtgfFdWYdxdQq